# Vélo'v
Vélo'v is het witte fietsensysteem in de Franse stad Lyon dat sinds mei 2005 in gebruik is. Het wordt geëxploiteerd door de stad Lyon in samenwerking met JCDecaux. Er zijn ongeveer 4000 fietsen beschikbaar verdeeld over 349 depots. De afstand tot een depot op een willekeurig punt in de stad is vrijwel nooit meer dan 300 meter. In 2006 werden er door de 52.000 aangemelde gebruikers meer dan 6 miljoen km gereden, met dagelijks ongeveer 22.000 betaalde fietsritten.
De naam is een samenstelling van het Franse vélo (fiets) en het Engelse woord love (liefde).

## Tarief
Het eerste half uur is gratis, daarna betaalt men een uurtarief afhankelijk van het type abonnement.